# Psittacosaurus amitabha
Psittacosaurus amitabha (gr. "lagarto con pico de loro de Amitabha") es una especie del género extinto Psittacosaurus, género de dinosaurios ceratopsianos psitacosáuridos, que vivió a mediados del período Cretácico, hace aproximadamente 130 millones de años, en el Barremiense, en lo que hoy es Asia.
Esta especie de gran tamaño, que fue hallada en la localidad de Ondai Sayr en Mongolia central, se caracteriza por un hocico alargado, un cráneo dorsalmente convexo. Psittacosaurus amitabha se resuelve como el miembro más basal del género Psittacosaurus en análisis filogenético presentado por los autores. Este taxón expande el conocimiento sobre  Psittacosaurus así como la comprensión de la fauna de Ondai Sayr.